# Pantoporia gordia
Pantoporia gordia är en fjärilsart som beskrevs av Felder 1863. Pantoporia gordia ingår i släktet Pantoporia och familjen praktfjärilar. Inga underarter finns listade i Catalogue of Life.